# Wangchuanchang
Wangchuanchang (kinesiska: 王串场, 王串场街道) är ett stadsdelsdistrikt i Kina. Det ligger i storstadsområdet Tianjin, i den norra delen av landet, nära eller i stadens centrum. Antalet invånare är 114 109. Befolkningen består av 55 037 kvinnor och 59 072 män. Barn under 15 år utgör 6,0 %, vuxna 15-64 år 82 %, och äldre över 65 år 11,0 %.